# Animosity (album The Berzerker)
Animosity – czwarty studyjny album australijskiej grupy The Berzerker. Powstał on w roku 2007.

## Lista utworów
1. "Eye for an Eye" – 02:17
2. "Purgatory" – 03:04
3. "False Hope" – 03:29
4. "Evolution" – 02:47
5. "No more Reasons" – 02:45
6. "Retribution" – 02:41
7. "The Cancer" – 03:09
8. "Weapons of War" – 02:31
9. "Heavily Medicated" – 02:26
10. "Lonely World" – 03:47

Utwór "Heavily Medicated" pojawił się na kompilacji, w magazynie Metal Hammer.
Limitowana wersja również została wydana z bonusem w postaci albumu z koncertu. Zatytułowano go Live in London.

## Lista utworów z bonusowej płyty
1. "Intro"
2. "Forever"
3. "Compromise"
4. "The Principles and Practices of Embalming"
5. ""Y""
6. "Never Hated More"
7. "World of Tomorrow"
8. "Disregard"
9. "All About You"
10. "Cannibal Rights"
11. "Heavily Medicated"
12. "Burnt"
13. "Afterlife"
14. "Chapel of Ghouls" (Morbid Angel cover)
15. "Pure Hatred"
16. "Deform"
17. "No One Wins"
18. "Death Reveals"
19. "Reality"
20. "Committed to Nothing"
21. "Corporal Jigsore Quandary" (Carcass cover)

## Twórcy
- Luke Kenny - śpiew, programowanie automatu perkusyjnego
- Jason - gitara elektryczna i basowa